# Kirangoor, Piriyapatna
Kirangoor là một làng thuộc tehsil Piriyapatna, huyện Mysore, bang Karnataka, Ấn Độ.